# Lorenzo Peracino
Lorenzo Peracino (Cellio, 16 maggio 1710 – Cellio, 25 dicembre 1789) è stato un pittore italiano, nativo della Valsesia.
Svolge l'apprendistato nei cantieri del Sacro Monte di Orta e in seguito al Sacro Monte di Varallo.

## Biografia
Sue opere sono presenti al Sacro Monte Calvario di Domodossola, al Sacro Monte del Santuario di Sant'Anna di Montrigone, al Santuario della Madonna del Sasso (Madonna del Sasso), nella basilica di San Giuliano (Gozzano), nella cappella di San Rocco all'interno della Chiesa di San Michele Arcangelo a Rimella, nella chiesa di Santa Maria del Rosario (Gattinara) e nella Chiesa di San Lorenzo a Cellio.
Della sua attività di scultore rimangono tracce a Cellio, presso il Santuario del Varallino a Galliate , a Maggiora e a Zuccaro.
Altri suoi lavori in chiese del novarese sono: una tela raffigurante La Presentazione che è conservata nella chiesa parrocchiale di Sant'Albino a Pella.
Risalgono invece al 1770 gli affreschi delle Tre Virtù teologali e delle Quattro Virtù cardinali eseguiti negli angoli della cupola della chiesa di San Gaudenzio a Cavallirio.

## Opere
Tra le opere:
- Il Martirio di San Mamante, 1736, 380x254, olio su tela, chiesa di San Mamante, Cavaglio d'Agogna
- Annunciazione, Incontro con Sant'Anna, Deposizione, 1747, affreschi, chiesa del Santo Nome di Gesù, Cameri
- I misteri dolorosi, 1747-1752, affreschi, chiesa campestre di San Pietro in Vulpiate, Galliate
- Maria assunta in cielo, 1752, 500x350, olio su tela, coro della chiesa di Santa Maria Assunta, Carpignano
- Gloria del paradiso, Storie della Vergine, decorazioni illusionistiche, affreschi, chiesa di Santa Maria, Crevacuore
- Via Crucis, 1753, affreschi, chiesa di Sant'Anna di Montrigone, Borgosesia
- Martirio di San Lorenzo, Trionfo di San Lorenzo, Virtù, 1753, affreschi, chiesa di San Lorenzo, Castagnola (Valduggia)
- L'agonia di Cristo nell'orto del Getsemani, 1754, affresco, chiesa di San Lorenzo, Cellio
- San Francesco di Paola alla corte di Luigi XI, ante 1758, 218x138, olio su tela, chiesa della Santissima Trinità, Borgomanero
- Angeli, Virtù, Decorazioni, 1758, affreschi, chiesa di Sant'Anna di Montrigone, Borgosesia
- La Vergine, San Rocco e gli appestati, 1759, 104x165, oratorio di San Rocco, Cameri
- Sant'Anna e San Gioacchino con Maria infante e Presentazione della Vergine al tempio 1761, 185x137 cad., chiesa di San Marco, Novara
- Gloria dei Santi Clemente e Cassiano e Virtù cardinali, 1761, affresco, chiesa di Santa Maria Assunta, Trecate
- Storie di Sant'Alessandro Sauli, 1761, serie di 5 tele, olio su tela, chiesa di San Marco, Novara
- Gloria di San Giovanni Battista, 1761, affreschi, chiesa di San Giovanni Battista, Breia
- Via Crucis, 1761, affreschi, chiesa di San Bernardino, Anzino
- Ritratto del cardinale Federico Caccia, 1762, 154x118, olio su tela, Collegio Caccia, Novara
- Maria Immacolata con santi, 1763, affreschi, oratorio di San Giuseppe, Cameri
- Misteri del Rosario, ante 1763, affreschi, chiesa di San Giuliano, Gozzano